# The Lifetimes Tour
The Lifetimes Tour – trwająca, piąta trasa koncertowa amerykańskiej piosenkarki Katy Perry zaplanowana na 2025 rok, w ramach promocji szóstego albumu studyjnego artystki – 143. Pierwszy koncert odbył się 23 kwietnia 2025 w Meksyku, a ostatni odbędzie się 7 grudnia 2025 w Abu Zabi. Jest to pierwsza trasa koncertowa artystki po siedmiu latach od Witness: The Tour (2017–2018).

## Ogłoszenie trasy
10 lipca 2024 Katy Perry ogłosiła przez media społecznościowe zapowiedź nowego albumu – 143, którego premiera miała miejsce 20 września 2024. Jeszcze przed wydaniem albumu, pojawiły się trzy single: Woman’s World, Lifetimes i I’m His, He’s Mine z amerykańską raperką Doechii. W ramach promocji nowego albumu Katy Perry wystąpiła na brazylijskim festiwalu Rock in Rio 2024 w dniu premiery, a także w trakcie finałowego meczu AFL 28 września.
Ogłoszenie pierwszych dat wraz z nazwą trasy koncertowej – The Lifetimes Tour miało miejsce 25 września 2024 w porannym programie telewizji Sunrise w Australii. Artystka zapowiedziała wówczas pięć koncertów w Sydney, Melbourne, Brisbane i Perth. Do 3 października zapowiedziane zostały jeszcze kolejne koncerty w Adelaide i dodatkowe daty dla pozostałych miast. Ostatecznie australijska część trasy ma składać się z 15 koncertów w 5 miastach.
11 listopada 2024 za pośrednictwem mediów społecznościowych Katy Perry ogłosiła koncerty w Santiago i Buenos Aires. W przeciągu kilku kolejnych dni artystka ogłosiła daty koncertów w Meksyku, łącznie 7 w trzech miastach: Meksyku, Monterrey i Guadalajarze, a także koncert w ramach festiwalu The Town w São Paulo. 17 listopada 2024 ogłoszone zostały koncerty w Wielkiej Brytanii, łącznie sześć koncertów w pięciu miastach: Londynie, Birmingham, Sheffield, Manchesterze i Glasgow. Natomiast 25 listopada zapowiedziano 7 koncertów w Kanadzie.
9 grudnia 2024 Katy Perry wystąpiła na Jingle Bell Ball organizowanym w Londynie przez radio Capital. Tego samego dnia poprzez media społecznościowe ogłosiła europejską część trasy, składającą się z 8 koncertów w 7 krajach, w tym w Polsce, w Krakowie. Później ogłoszone zostały dwie dodatkowe daty koncertów w Paryżu. 16 grudnia ogłoszony został koncert w Bolonii. 22 stycznia poprzez media społecznościowe Katy Perry ogłosiła trzeci koncert w Niemczech, który ma odbyć się w Monachium. Z kolei 27 stycznia artystka zapowiedziała łącznie 25 koncertów w Stanach Zjednoczonych. W przeciągu kolejnych kilku tygodni zostały ogłoszone dwa koncerty w Belfaście, dodatkowe daty koncertów w Melbourne i Sydney oraz nowy koncert w Hanowerze. 24 lutego artystka zapowiedziała dwa koncerty w Hiszpanii: w Barcelonie i Madrycie. 27 lutego do mediów trafiła informacja, że Katy Perry weźmie udział w komercyjnym locie kosmicznym na pokładzie rakiety Blue Origin w ramach projektu New Shepard. Misja odbyła się 14 kwietnia. 8 marca Katy Perry pojawiła się na koncercie Rebecci Black w Los Angeles w ramach jej trasy koncertowej The Salvation Tour, gdzie wraz z nią zaśpiewała Last Friday Night (T.G.I.F.) i ogłosiła, że Black dołączy do niej w ramach amerykańskiej i kanadyjskiej części trasy, jako support. 8 kwietnia ogłosiła, że wystąpi na zakończeniu Grand Prix Abu Zabi 2025. 21 kwietnia dwa koncerty w Guadalajarze, które miały się odbyć na nowo wybudowanym obiekcie Arena Guadalajara w dniach 1 i 2 maja, zostały odwołane z powodu opóźnień i nieukończenia budowy. 28 kwietnia w mediach pojawiła się informacja o dwóch koncertach planowanych na listopad 2025, które mają się odbyć w Chinach, w Hangzhou. 20 maja ogłoszone zostały po dwa koncerty w Szanghaju i Tokio, a 30 maja koncerty w Kurytybie i Brasílii.

## Lista utworów
Katy Perry ogłosiła listę utworów w czasie lotu kosmicznego, który miał miejsce 14 kwietnia 2025. Artystka zapowiedziała również sekcję „Choose Your Own Adventure”, w której fani mają wybierać dwie piosenki z dyskografii Katy. Wśród utworów znalazło się 7 utworów z najnowszego albumu – 143, 2 utwory z One Of The Boys, 7 utworów z Teenage Dream, 2 utwory z Prism, 1 utwór z Witness i 2 utwory ze Smile.

Level 1: Artificial
1. "Artificial"
2. "Chained to the Rhythm"
3. "Teary Eyes"
4. "Dark Horse" (z elementami "Artificial")

Level 2: Woman's World
1. "Woman's World(inne języki)"
2. "California Gurls"
3. "Teenage Dream"
4. "Hot n Cold"
5. "Last Friday Night (T.G.I.F.)"
6. "I Kissed a Girl"

Level 3: Nirvana
1. "Nirvana"
2. "Crush" (z elementami utworu Jennifer Paige "Crush(inne języki)")
3. "I'm His, He's Mine(inne języki)"
4. "Wide Awake" (remix)

Level 3.5: Choose Your Own Adventure
1. Choose Your Own Adventure
2. Choose Your Own Adventure
3. "All The Love"

Level 4: Mainframe
1. "E.T."
2. "Part of Me" (z elementami utworu Snap! "The Power")
3. "Rise(inne języki)"

Level 5: Endgame
1. "Roar"
2. "Daisies" (remix)
3. "Lifetimes(inne języki)"

Encore
1. "Firework" (z elementami "Wonder")

### Choose Your Own Adventure
W czasie każdego z koncertów Katy wykonywała dwa utwory w wersji akustycznej w ramach sekcji "Choose Your Own Adventure", które były wybierane przez fanów w głosowaniu internetowym w czasie koncertu za pomocą wyświetlanych na telebimach kodów QR.
W pierwszej północnoamerykańskiej części trasy (23 kwietnia–22 maja i 10 lipca–23 sierpnia) fani mogli usłyszeć piosenki wybrane spośród trzech utworów z Teenage Dream: "Not Like the Movies", "Pearl" i "The One That Got Away". W australijskiej części trasy (4 czerwca–30 czerwca) Katy śpiewała utwory z One Of The Boys: "I'm Still Breathing", "Mannequin" i "Thinking Of You".
- 23 kwietnia 2025, Meksyk (N1): "Not Like the Movies" i "The One That Got Away";
- 25 kwietnia 2025, Meksyk (N2): "Pearl" i "The One That Got Away";
- 26 kwietnia 2025, Meksyk (N3): "Pearl" i "The One That Got Away";
- 28 kwietnia 2025, Monterrey (N1): "Not Like the Movies" i "The One That Got Away";
- 29 kwietnia 2025, Monterrey (N2): "Pearl" i "The One That Got Away";
- 7 maja 2025, Houston: "Not Like The Movies" i "The One That Got Away";
- 9 maja 2025, Oklahoma City: "Pearl" i "The One That Got Away";
- 10 maja 2025, Kansas City: "Not Like the Movies" i "The One That Got Away";
- 12 maja 2025, Chicago: "Pearl" i "The One That Got Away";
- 13 maja 2025, Minneapolis: "Pearl" i "The One That Got Away";
- 17 maja 2025, Paradise: "Pearl" i "The One That Got Away";
- 20 maja 2025, Austin: "Not Like the Movies" i "The One That Got Away";
- 22 maja 2025, Dallas: "Pearl" i "The One That Got Away";
- 4 czerwca 2025, Sydney (N1): "I'm Still Breathing" i "Thinking Of You";
- 7 czerwca 2025, Melbourne (N1):  "I'm Still Breathing" i "Thinking Of You";
- 9 czerwca 2025, Sydney (N2): "I'm Still Breathing" i "Thinking of You";
- 10 czerwca 2025, Sydney (N3): "I'm Still Breathing" i "Thinking of You";
- 12 czerwca 2025, Melbourne (N2):  "I'm Still Breathing" i "Thinking Of You";
- 13 czerwca 2025, Melbourne (N3):  "Mannequin" i "Thinking Of You";
- 14 czerwca 2025, Melbourne (N4):  "Mannequin" i "The One That Got Away";
- 17 czerwca 2025, Brisbane (N1):  "I'm Still Breathing" i "Thinking Of You";
- 18 czerwca 2025, Brisbane (N2):  "Mannequin" i "The One That Got Away";
- 22 czerwca 2025, Perth (N1):  "I'm Still Breathing" i "The One That Got Away";
- 23 czerwca 2025, Perth (N2):  "I'm Still Breathing" i "Thinking Of You";
- 26 czerwca 2025, Adelaide (N1):  "I'm Still Breathing" i "The One That Got Away".
- 26 czerwca 2025, Adelaide (N1):  "I'm Still Breathing" i "The One That Got Away";
- 27 czerwca 2025, Adelaide (N2):  "I'm Still Breathing" i "Thinking Of You";
- 29 czerwca 2025, Adelaide (N3):  "Mannequin" i "The One That Got Away";
- 30 czerwca 2025, Adelaide (N4): "I'm Still Breathing" i "The One That Got Away";
- 10 lipca 2025, Denver: "Not Like the Movies" i "The One That Got Away";
- 12 lipca 2025, Phoenix: "Pearl" i "The One That Got Away";
- 13 lipca 2025, Anaheim: "Not Like the Movies" i "The One That Got Away";
- 15 lipca 2025, Inglewood: "Not Like the Movies" i "The One That Got Away".

## Lista koncertów
Łącznie do tej pory ogłoszono 89 koncertów w 20 krajach.
| Lokalizacje koncertów na mapach                                          | Lokalizacje koncertów na mapach | Lokalizacje koncertów na mapach |
| Ameryka Północna                                                         | Stany Zjednoczone | Europa |
| ------------------------------------------------------------------------ | --- | --- |
| MeksykMonterreyVancouverEdmontonWinnipegOttawaMontrealQuebec CityToronto | HoustonOklahoma CityKansas CityChicagoMinneapolisDenverLas VegasAustinDallasPhoenixAnaheimInglewoodSan · FranciscoSeattleDetroitBostonFiladelfiaNowy JorkNewarkBaltimoreRaleighNashvilleAtlantaTampaMiami | GlasgowManchesterSheffieldBirminghamAntwerpiaLondynBelfastKoloniaKopenhagaBerlinParyżLyonBudapesztPragaKrakówBoloniaMonachiumHanowerBarcelonaMadryt |
| Ameryka Południowa                                                       | Australia | Azja |
| SantiagoBuenos AiresSão PauloBrasíliaKurytyba                            | SydneyMelbourneBrisbanePerthAdelaide | Abu ZabiHangzhouTokioSzanghaj |

| Data                | Miasto              | Państwo                      | Obiekt                             | Support             | Frekwencja         | Dochód w USD       |
| Ameryka Północna I  | Ameryka Północna I  | Ameryka Północna I           | Ameryka Północna I                 | Ameryka Północna I  | Ameryka Północna I | Ameryka Północna I |
| ------------------- | ------------------- | ---------------------------- | ---------------------------------- | ------------------- | ------------------ | ------------------ |
| 23 kwietnia         | Meksyk              | Meksyk                       | Arena CDMX                         | Mariana BO          | 49 239 / 49 239    | 7 166 505          |
| 25 kwietnia         | Meksyk              | Meksyk                       | Arena CDMX                         | Mariana BO          | 49 239 / 49 239    | 7 166 505          |
| 26 kwietnia         | Meksyk              | Meksyk                       | Arena CDMX                         | Midnight Generation | 49 239 / 49 239    | 7 166 505          |
| 28 kwietnia         | Monterrey           | Meksyk                       | Monterrey Arena                    | Mariana BO          | 20 393 / 20 393    | 2 848 598          |
| 29 kwietnia         | Monterrey           | Meksyk                       | Monterrey Arena                    | Mariana BO          | 20 393 / 20 393    | 2 848 598          |
| 7 maja              | Houston             | Stany Zjednoczone            | Toyota Center                      | Rebecca Black       | –                  | –                  |
| 9 maja              | Oklahoma City       | Stany Zjednoczone            | Paycom Center                      | Rebecca Black       | –                  | –                  |
| 10 maja             | Kansas City         | Stany Zjednoczone            | T-Mobile Center                    | Rebecca Black       | –                  | –                  |
| 12 maja             | Chicago             | Stany Zjednoczone            | United Center                      | Rebecca Black       | –                  | –                  |
| 13 maja             | Minneapolis         | Stany Zjednoczone            | Target Center                      | Rebecca Black       | –                  | –                  |
| 17 maja             | Paradise            | Stany Zjednoczone            | T-Mobile Arena                     | Rebecca Black       | –                  | –                  |
| 20 maja             | Austin              | Stany Zjednoczone            | Moody Center                       | Rebecca Black       | –                  | –                  |
| 22 maja             | Dallas              | Stany Zjednoczone            | American Airlines Center           | Rebecca Black       | –                  | –                  |
| Australia           |                     |                              |                                    |                     |                    |                    |
| 4 czerwca           | Sydney              | Australia                    | Qudos Bank Arena                   | Kinder              | –                  | –                  |
| 7 czerwca           | Melbourne           | Australia                    | Rod Laver Arena                    | Kinder              | –                  | –                  |
| 9 czerwca           | Sydney              | Australia                    | Qudos Bank Arena                   | Kinder              | –                  | –                  |
| 10 czerwca          | Sydney              | Australia                    | Qudos Bank Arena                   | Kinder              | –                  | –                  |
| 12 czerwca          | Melbourne           | Australia                    | Rod Laver Arena                    | Kinder              | –                  | –                  |
| 13 czerwca          | Melbourne           | Australia                    | Rod Laver Arena                    | Kinder              | –                  | –                  |
| 14 czerwca          | Melbourne           | Australia                    | Rod Laver Arena                    | Kinder              | –                  | –                  |
| 17 czerwca          | Brisbane            | Australia                    | Brisbane Entertainment Centre      | Kinder              | –                  | –                  |
| 18 czerwca          | Brisbane            | Australia                    | Brisbane Entertainment Centre      | Kinder              | –                  | –                  |
| 22 czerwca          | Perth               | Australia                    | RAC Arena                          | Kinder              | –                  | –                  |
| 23 czerwca          | Perth               | Australia                    | RAC Arena                          | Kinder              | –                  | –                  |
| 26 czerwca          | Adelaide            | Australia                    | Adelaide Entertainment Centre      | Kinder              | –                  | –                  |
| 27 czerwca          | Adelaide            | Australia                    | Adelaide Entertainment Centre      | Kinder              | –                  | –                  |
| 29 czerwca          | Adelaide            | Australia                    | Adelaide Entertainment Centre      | Kinder              | –                  | –                  |
| 30 czerwca          | Adelaide            | Australia                    | Adelaide Entertainment Centre      | Kinder              | –                  | –                  |
| Ameryka Północna II |                     |                              |                                    |                     |                    |                    |
| 10 lipca            | Denver              | Stany Zjednoczone            | Ball Arena                         | Cheat Codes         | –                  | –                  |
| 12 lipca            | Phoenix             | Stany Zjednoczone            | Footprint Center                   | Rebecca Black       | –                  | –                  |
| 13 lipca            | Anaheim             | Stany Zjednoczone            | Honda Center                       | Rebecca Black       | –                  | –                  |
| 15 lipca            | Inglewood           | Stany Zjednoczone            | Kia Forum                          | Rebecca Black       | –                  | –                  |
| 18 lipca            | San Francisco       | Stany Zjednoczone            | Chase Center                       | Rebecca Black       | –                  | –                  |
| 21 lipca            | Seattle             | Stany Zjednoczone            | Climate Pledge Arena               | Rebecca Black       | –                  | –                  |
| 22 lipca            | Vancouver           | Kanada                       | Rogers Arena                       | Rebecca Black       | –                  | –                  |
| 24 lipca            | Edmonton            | Kanada                       | Rogers Place                       | Rebecca Black       | –                  | –                  |
| 26 lipca            | Winnipeg            | Kanada                       | Canada Life Centre                 | Rebecca Black       | –                  | –                  |
| 29 lipca            | Ottawa              | Kanada                       | Canadian Tire Centre               | Rebecca Black       | –                  | –                  |
| 30 lipca            | Montreal            | Kanada                       | Bell Centre                        | Rebecca Black       | –                  | –                  |
| 1 sierpnia          | Quebec              | Kanada                       | Centre Videotron                   | Cheat Codes         | –                  | –                  |
| 3 sierpnia          | Detroit             | Stany Zjednoczone            | Little Ceasars Arena               | Cheat Codes         | –                  | –                  |
| 5 sierpnia          | Toronto             | Kanada                       | Scotiabank Arena                   | Rebecca Black       | –                  | –                  |
| 6 sierpnia          | Toronto             | Kanada                       | Scotiabank Arena                   | Rebecca Black       | –                  | –                  |
| 8 sierpnia          | Boston              | Stany Zjednoczone            | TD Garden                          | Rebecca Black       | –                  | –                  |
| 9 sierpnia          | Filadelfia          | Stany Zjednoczone            | Wells Fargo Center                 | Rebecca Black       | –                  | –                  |
| 11 sierpnia         | Nowy Jork           | Stany Zjednoczone            | Madison Square Garden              | Rebecca Black       | –                  | –                  |
| 14 sierpnia         | Newark              | Stany Zjednoczone            | Prudential Center                  | Rebecca Black       | –                  | –                  |
| 15 sierpnia         | Baltimore           | Stany Zjednoczone            | CFG Bank Arena                     | Rebecca Black       | –                  | –                  |
| 17 sierpnia         | Raleigh             | Stany Zjednoczone            | Lenovo Center                      | Rebecca Black       | –                  | –                  |
| 19 sierpnia         | Nashville           | Stany Zjednoczone            | Bridgestone Arena                  | Rebecca Black       | –                  | –                  |
| 20 sierpnia         | Atlanta             | Stany Zjednoczone            | State Farm Arena                   | Rebecca Black       | –                  | –                  |
| 22 sierpnia         | Tampa               | Stany Zjednoczone            | Amalie Arena                       | Rebecca Black       | –                  | –                  |
| 23 sierpnia         | Miami               | Stany Zjednoczone            | Kaseya Center                      | Rebecca Black       | –                  | –                  |
| Ameryka Południowa  |                     |                              |                                    |                     |                    |                    |
| 6 września          | Santiago            | Chile                        | Estadio Bicentenario de La Florida | –                   | –                  | –                  |
| 9 września          | Buenos Aires        | Argentyna                    | Movistar Arena                     | –                   | –                  | –                  |
| 10 września         | Buenos Aires        | Argentyna                    | Movistar Arena                     | –                   | –                  | –                  |
| 14 września         | São Paulo           | Brazylia                     | Autódromo José Carlos Pace         | –                   | –                  | –                  |
| 16 września         | Kurytyba            | Brazylia                     | Ligga Arena                        | –                   | –                  | –                  |
| 19 września         | Brasília            | Brazylia                     | Estádio Mané Garrincha             | –                   | –                  | –                  |
| Wielka Brytania     |                     |                              |                                    |                     |                    |                    |
| 4 października      | Belfast             | Irlandia Północna            | SSE Arena                          | –                   | –                  | –                  |
| 5 października      | Belfast             | Irlandia Północna            | SSE Arena                          | –                   | –                  | –                  |
| 7 października      | Glasgow             | Szkocja                      | OVO Hydro                          | –                   | –                  | –                  |
| 8 października      | Manchester          | Anglia                       | AO Arena                           | –                   | –                  | –                  |
| 10 października     | Sheffield           | Anglia                       | Utilita Arena Sheffield            | –                   | –                  | –                  |
| 11 października     | Birmingham          | Anglia                       | Utilita Arena Birmingham           | –                   | –                  | –                  |
| 13 października     | Londyn              | Anglia                       | O2 Arena                           | –                   | –                  | –                  |
| 14 października     | Londyn              | Anglia                       | O2 Arena                           | –                   | –                  | –                  |
| Europa              |                     |                              |                                    |                     |                    |                    |
| 16 października     | Antwerpia           | Belgia                       | Sportpaleis                        | –                   | –                  | –                  |
| 17 października     | Hanower             | Niemcy                       | ZAG Arena                          | –                   | –                  | –                  |
| 19 października     | Kopenhaga           | Dania                        | Royal Arena                        | –                   | –                  | –                  |
| 21 października     | Berlin              | Niemcy                       | Uber Arena                         | –                   | –                  | –                  |
| 23 października     | Kolonia             | Niemcy                       | Lanxess Arena                      | –                   | –                  | –                  |
| 24 października     | Paryż               | Francja                      | Accor Arena                        | –                   | –                  | –                  |
| 27 października     | Budapeszt           | Węgry                        | MVM Dome                           | –                   | –                  | –                  |
| 28 października     | Kraków              | Polska                       | Tauron Arena                       | –                   | –                  | –                  |
| 30 października     | Praga               | Czechy                       | O2 Arena                           | –                   | –                  | –                  |
| 31 października     | Monachium           | Niemcy                       | Olympiahalle                       | –                   | –                  | –                  |
| 2 listopada         | Casalecchio di Reno | Włochy                       | Unipol Arena                       | –                   | –                  | –                  |
| 4 listopada         | Paryż               | Francja                      | Accor Arena                        | –                   | –                  | –                  |
| 5 listopada         | Paryż               | Francja                      | Accor Arena                        | –                   | –                  | –                  |
| 7 listopada         | Décines-Charpieu    | Francja                      | LDLC Arena                         | –                   | –                  | –                  |
| 9 listopada         | Barcelona           | Hiszpania                    | Palau Sant Jordi                   | –                   | –                  | –                  |
| 11 listopada        | Madryt              | Hiszpania                    | Movistar Arena                     | –                   | –                  | –                  |
| Azja                |                     |                              |                                    |                     |                    |                    |
| 21 listopada        | Hangzhou            | Chiny                        | Hangzhou Olympic Expo Center       | –                   | –                  | –                  |
| 22 listopada        | Hangzhou            | Chiny                        | Hangzhou Olympic Expo Center       | –                   | –                  | –                  |
| 24 listopada        | Szanghaj            | Chiny                        | Mercedes Benz Arena                | –                   | –                  | –                  |
| 25 listopada        | Szanghaj            | Chiny                        | Mercedes Benz Arena                | –                   | –                  | –                  |
| 26 listopada        | Szanghaj            | Chiny                        | Mercedes Benz Arena                | –                   | –                  | –                  |
| 3 grudnia           | Saitama             | Japonia                      | Saitama Super Arena                | –                   | –                  | –                  |
| 7 grudnia           | Abu Zabi            | Zjednoczone Emiraty Arabskie | Etihad Park                        | –                   | –                  | –                  |

### Odwołane koncerty
| Data   | Miasto      | Państwo | Obiekt            | Przyczyna odwołania           |
| ------ | ----------- | ------- | ----------------- | ----------------------------- |
| 1 maja | Guadalajara | Meksyk  | Arena Guadalajara | Opóźnienie w budowie obiektu. |
| 2 maja | Guadalajara | Meksyk  | Arena Guadalajara | Opóźnienie w budowie obiektu. |